# Славянское пиратство в Балтийском море

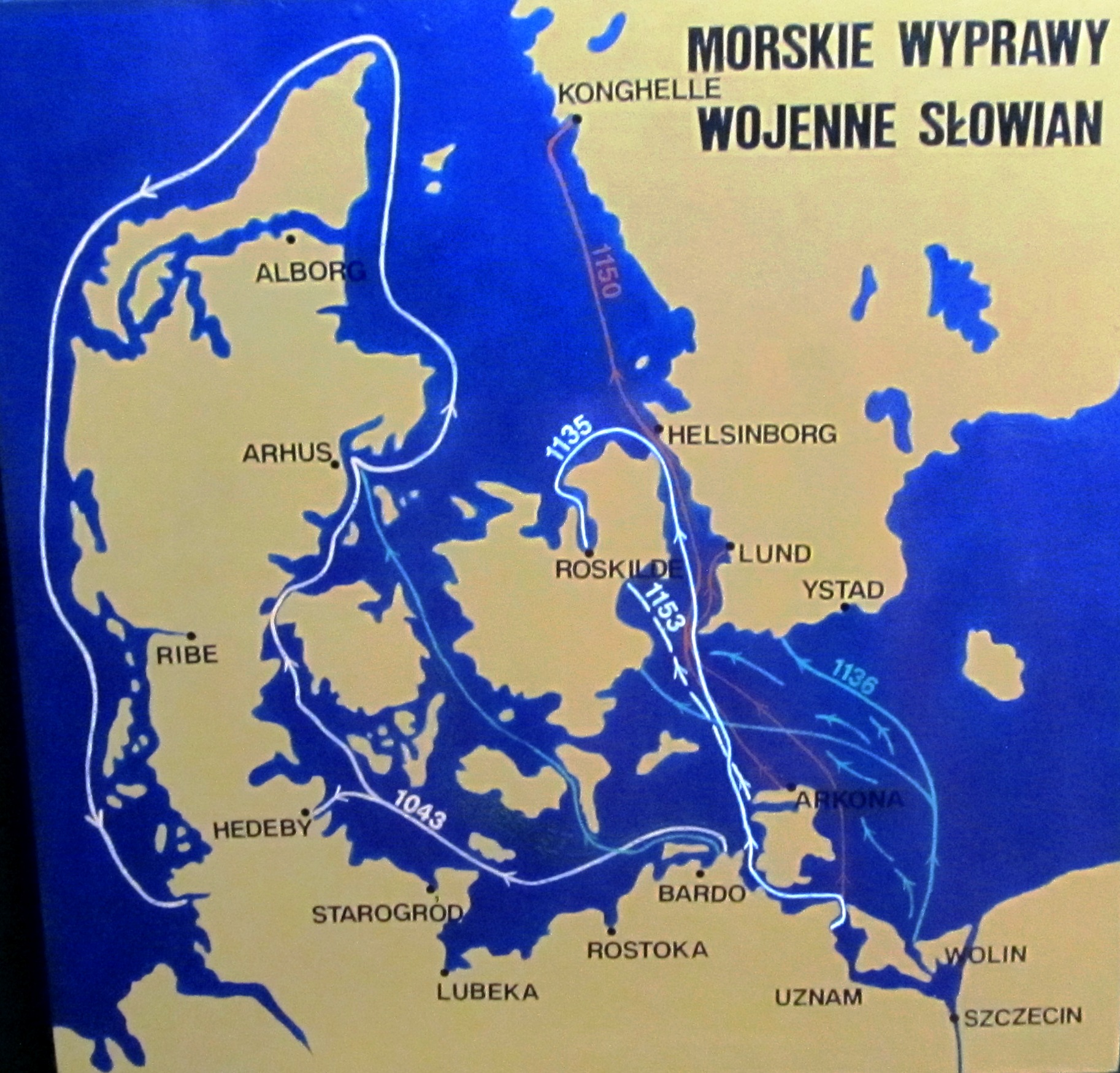
Основные цели нападений славянских пиратов

Славянские экспансии на Балтике — условный термин, обозначающий военные походы в Балтийском море групп пиратов славянского происхождения, действовавших с VIII по XIV век.
Балтийские славяне, чьё сельское хозяйство в начале 800 года было не очень развито, остро нуждались в ресурсах, поскольку засушливые островки были единственными пригодными для возделывания земли, а скота на подконтрольной им территории было мало. Лён можно было выращивать, из него делали льняную ткань или холсты для ткани и использовали в качестве валюты. В то время балтийские славяне также были известны пчеловодством, продавая свой мёд и воск немцам для использования в церковных свечах и запечатывании документов.

## Попытка контролировать Вендскую торговлю
Известно, что в этот период морского пути в Балтику славяне пересеклись с датчанами, что приводило к ряду военных столкновений между ними. Славяне Балтики и раньше занимались пиратской деятельностью, в то время как датчане считали, что торговля и пиратство идут рука об руку. Балтийские славяне вскоре заинтересовались расширением влияния и попытались завладеть реками в Дании, чтобы контролировать вендскую торговлю. Однако это не понравилось Дании, что привело к войне между двумя группами. Упадок могущества Дании после смерти короля Кнуда Великого в 1035 году подтолкнул саксонских немцев и славян к борьбе за обладание реками, которая была окончена Вендским крестовым походом 1147 г. В конце концов славяне были оттеснены за границы захваченных ими раннее территорий, что положило конец их 100-летней кампании и, таким образом, закрепило немецкое господство над балтийскими реками и вендской торговлей.

## Виталийские братья
В период с 1375 по 1398 год королева Дании Маргрете и различные герцоги Мекленбурга пытались объединить под своей властью обе страны. Эта попытка спровоцировала пиратскую деятельность, поскольку страны не всегда соглашались друг с другом и использовали пиратство в своих интересах, позволив пиратам атаковать соперника.

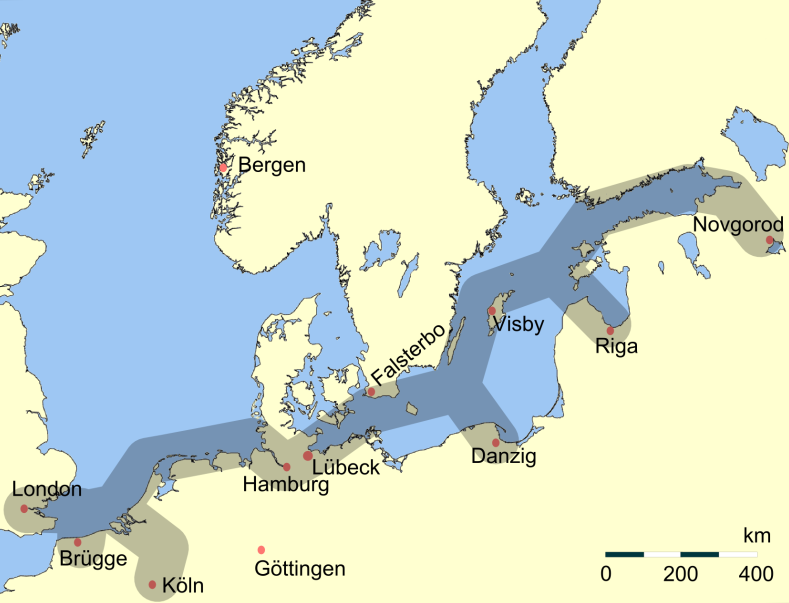
Торговые маршруты Ганзы

В это время купцы Ганзейского союза возражали против практики использования пиратства, которое наносило непоправимый ущерб торговле. 14 марта 1377 года сообщалось, что в этом районе находилось 200 пиратов, а месяц спустя это число возросло до 400. По прошествии этого времени были предприняты меры: оснащение мирных кораблей и организация ими патрулирования моря с начала навигационного сезона до 11 ноября, торговым судам предлагалось плавать группами, с укрывавшими пирата или украденные товары обращались так же, как с самими пиратами.
Герцог Альберт Мекленбургский чувствовал, что его не будут обвинять в подобных поступках, поскольку надеялся на верность пиратов. Герцога так и не поймали, а королеве Маргарет не так повезло, поскольку её обвиняли в том, что она часто защищала и помогала пиратам. В ответ на обвинения против Маргарет было заключено перемирие, продлившееся с сентября 1381 года по 11 ноября 1383 года, в котором были перечислены имена вождей пиратов, в числе которых были датская знать, рыцари, оруженосцы, судебные приставы, советники и вассалы королевы. Эти усилия оказались бесполезными, и пиратство продолжалось.
В 1384 году королева Маргарет потребовала, чтобы провинция Сконе была передана ей под контроль. Ганза в ответ потребовала компенсации за нанесённый пиратами урон, но королева не взяла на себя обязательств. При встрече с Ганзой в 1385 году ей сообщили об их отказе сдать провинцию, поэтому она завладела ей против их воли. Ганза не смогла эффективно ответить, а благодаря её помощи королева не нуждалась в пиратах, что в конечном итоге привело к прекращению пиратства на то время.

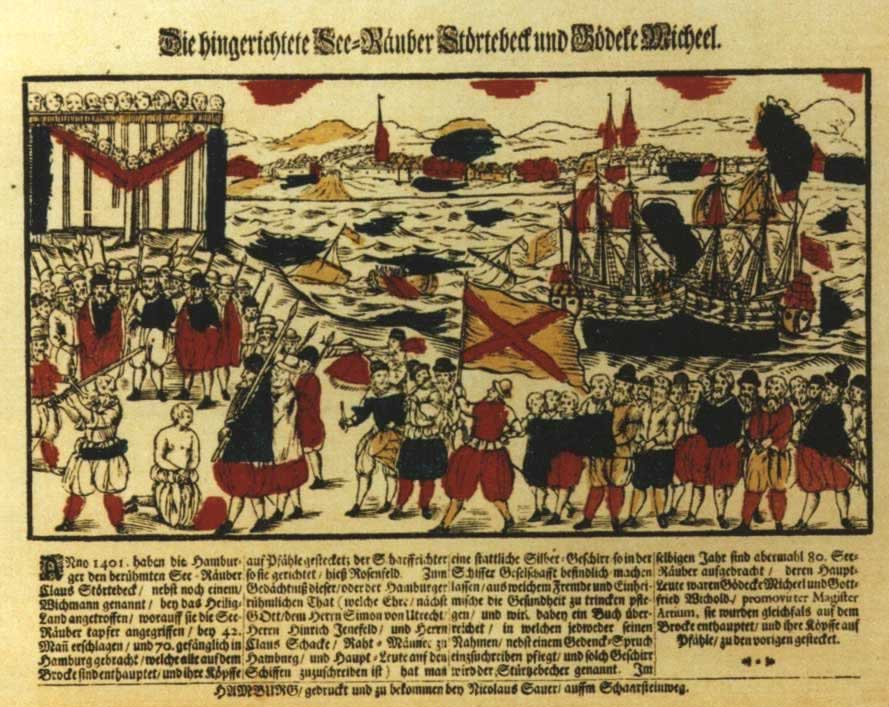
Казнь виталийских братьев в Гамбурге

Повторное появление пиратов произошло в 1389 году, когда Мекленбург объявил войну Дании. Мекленбург оснастил военные корабли и выдавал каперские грамоты флибустьерам, поставив пиратов под полную юридическую защиту. Награбленное пираты стали возить в Стокгольм, где их стали называть Vitalienbrüder, что переводится как «Виталийские братья». В дальнейшем пираты захватили острова Борнхольм и Готланд, избрав из своей штаб-квартирой из-за расположения. Пираты распрелеяли награбленное поровну между всеми членами экипажа, называя себя Likendeeler или «равными делителями». Их девизом было Godes vrende unde al der werlt vyande («друзья Бога и враги всего мира»). Пираты и купцы с ненавистью обращались друг с другом: команда захваченных виталийцами кораблей выбрашивалась за борт или убивалась, взятых в плен пиратов купцы из Штральзунда загоняли в бочки с открытым отверстием с одной из сторон, храня их на палубе в качестве груза для отправки на виселицу. Пиратская деятельность продолжалась до тех пор, пока Ганза не стала промежуточным звеном для Дании и Мекленбурга, где на этот раз королева Маргарет ощутила на себе последствия пиратства. Её корабли были захвачены и уничтожены, датские города сожжены дотла, а епископ, направлявшийся к ней на службу, был заключён в тюрьму в Стокгольме.
К 1395 году пиратство официально объявили вне закона, но пираты продолжали свою деятельность из-за её прибыльности, используя остров Готланд в качестве штаб-квартиры и герцога Эрика Мекленбургского в качестве покровителя. Оттуда пираты охотились на Россию и Ливонию, продолжая совершать набеги на Ганзу, а затем в 1398 году двинулись на штурм Великого Магистра Пруссии. сгорели, и пираты вскоре эвакуировались. Король Швеции Альбрехт передал Готланд Тевтонскому ордену в качестве залога (аналогично вотчине), с пониманием того, что они уничтожат виталийские братьев с этой стратегической островной базы. Войска ордена под командованием великого магистра Конрада фон Юнгингена завоевали остров в 1398 году и изгнали братьев.